# Liste des membres de Deep Purple
Le groupe Deep Purple est un groupe de rock britannique originaire de Hertford dans le Hertfordshire. Depuis sa formation en mars 1968, le groupe a vu 15 membres se succéder, dont certains sont revenus quelques années après leurs départs. Ainsi, 8 formations différentes appelées "Mark" ont existé. Le batteur Ian Paice est le seul membre d'origine encore présent au sein du groupe et le seul à avoir appartenu à toutes ces formations.

## Histoire
Appelé à l'origine « Roundabout », le groupe se forme en 1968 avec le chanteur Rod Evans, le guitariste Ritchie Blackmore, le bassiste Nick Simper, le batteur Ian Paice et le claviériste Jon Lord. La première composition du groupe, appelée Mark I, sort trois albums en un an – Shades of Deep Purple, The Book of Taliesyn et Deep Purple – avant qu'Evans et Simper ne soient renvoyés du groupe à la demande de Blackmore et de Lord. 
La Mark II de Deep Purple voit l'arrivée de Ian Gillan et de Roger Glover pour remplacer respectivement Evans et Simper à l'été 1969. Cette composition du groupe est, depuis lors, considérée comme celle ayant le plus de succès, notamment car ses quatre albums suivants atteindront le top quatre du UK Albums Chart, dont les deux albums no 1 Fireball et Machine Head.
En 1973, la Mark III est composée de David Coverdale et Glenn Hughes en remplacement de Gillan et Glover, et en 1975, la Mark IV inclut Tommy Bolin (qui décédera à la fin de 1976) en place de Blackmore avant que le groupe ne se sépare l'année suivante. Trois albums sont enregistrés avec ces deux formations.
En 1980, Rod Evans, premier chanteur du groupe, monte un faux Deep Purple, avec des musiciens inconnus qui donnent quelques concerts houleux avant que la justice ne mette fin à la supercherie.
Deep Purple se reforme en 1984 avec les membres de la mythique Mark II, dans laquelle Gillan est brièvement remplacé entre 1989 et 1992 par Joe Lynn Turner au sein de la Mark V. Quatre albums sont enregistrés par ces deux formations.
Après une nouvelle reformation de la Mark II, Blackmore quitte le groupe en 1993, et est remplacé brièvement en concert par Joe Satriani (Mark VI) puis définitivement par Steve Morse (Mark VII). Cette formation enregistre deux albums.
Après le départ de Jon Lord en 2002 (qui mourra en 2012), Don Airey le remplace au sein de la Mark VIII qui enregistre cinq albums.
À l'été 2022, le guitariste Steve Morse quitte le groupe pour raisons familiales : il est remplacé par Simon McBride pour la tournée de concerts (Mark IX).

## Membres

### Actuels
| Photos | Nom / Age / Orig.                      | Années d'activité                              | Marks          | Instruments              | Contributions à la discographie |
| ------ | -------------------------------------- | ---------------------------------------------- | -------------- | ------------------------ | --- |
|        | - Ian Paice - 76 ans - Royaume-Uni     | - 1968–1976 - Depuis 1984 - 48 ans             | - I à IX       | - batterie - percussions | - 1968 : Shades of Deep Purple - 1969 : The Book of Taliesyn - 1969 : Deep Purple - 1969 : Concerto for Group and Orchestra - 1970 : In Rock - 1971 : Fireball - 1972 : Machine Head - 1973 : Who Do We Think We Are - 1974 : Burn - 1974 : Stormbringer - 1975 : Come Taste the Band - 1984 : Perfect Strangers - 1987 : The House of Blue Light - 1990 : Slaves and Masters - 1993 : The Battle Rages On - 1996 : Purpendicular - 1998 : Abandon - 2003 : Bananas - 2005 : Rapture of the Deep - 2013 : Now What?! - 2017 : Infinite - 2020 : Whoosh! - 2021 : Turning to Crime - 2024 : =1 |
|        | - Roger Glover - 79 ans - Royaume-Uni  | - 1969–1973 - Depuis 1984 - 44 ans             | - II - V à IX  | basse                    | - 1969 : Concerto for Group and Orchestra - 1970 : In Rock - 1971 : Fireball - 1972 : Machine Head - 1973 : Who Do We Think We Are - 1984 : Perfect Strangers - 1987 : The House of Blue Light - 1990 : Slaves and Masters - 1993 : The Battle Rages On - 1996 : Purpendicular - 1998 : Abandon - 2003 : Bananas - 2005 : Rapture of the Deep - 2013 : Now What?! - 2017 : Infinite - 2020 : Whoosh! - 2021 : Turning to Crime - 2024 : =1 |
|        | - Ian Gillan - 79 ans - Royaume-Uni    | - 1969–1973 - 1984–1989 - Depuis 1992 - 41 ans | - II - VI à IX | - chant - harmonica      | - 1969 : Concerto for Group and Orchestra - 1970 : In Rock - 1971 : Fireball - 1972 : Machine Head - 1973 : Who Do We Think We Are - 1984 : Perfect Strangers - 1987 : The House of Blue Light - 1993 : The Battle Rages On - 1996 : Purpendicular - 1998 : Abandon - 2003 : Bananas - 2005 : Rapture of the Deep - 2013 : Now What?! - 2017 : Infinite - 2020 : Whoosh! - 2021 : Turning to Crime - 2024 : =1 |
|        | - Don Airey - 76 ans - Royaume-Uni     | - Depuis 2002 - 22 ans                         | - VIII - IX    | claviers                 | - 2003 : Bananas - 2005 : Rapture of the Deep - 2013 : Now What?! - 2017 : Infinite - 2020 : Whoosh! - 2021 : Turning to Crime - 2024 : =1 |
|        | - Simon McBride - 46 ans - Royaume-Uni | - Depuis 2022 - 2 ans                          | - IX           | guitare                  | - 2024 : =1 |

### Anciens
| Photos | Nom / Age / Orig.                                  | Années d'activité                | Marks         | Instruments                                 | Contributions à la discographie |
| ------ | -------------------------------------------------- | -------------------------------- | ------------- | ------------------------------------------- | --- |
|        | - Steve Morse - 70 ans - États-Unis                | - 1994-2022 - 28 ans             | - VII - VIII  | guitare                                     | - 1996 : Purpendicular - 1998 : Abandon - 2003 : Bananas - 2005 : Rapture of the Deep - 2013 : Now What?! - 2017 : Infinite - 2020 : Whoosh! - 2021 : Turning to Crime |
|        | - Jon Lord - Mort à 71 ans en 2012 - Royaume-Uni   | - 1968–1976 - 1984–2002 - 24 ans | - I à VII     | - claviers (1968-2002) - chœurs (1968-1969) | - 1968 : Shades of Deep Purple - 1969 : The Book of Taliesyn - 1969 : Deep Purple - 1969 : Concerto for Group and Orchestra - 1970 : In Rock - 1971 : Fireball - 1972 : Machine Head - 1973 : Who Do We Think We Are - 1974 : Burn - 1974 : Stormbringer - 1975 : Come Taste the Band - 1984 : Perfect Strangers - 1987 : The House of Blue Light - 1990 : Slaves and Masters - 1993 : The Battle Rages On - 1996 : Purpendicular - 1998 : Abandon |
|        | - Ritchie Blackmore - 80 ans - Royaume-Uni         | - 1968–1975 - 1984–1993 - 16 ans | - I à III - V | guitare                                     | - 1968 : Shades of Deep Purple - 1969 : The Book of Taliesyn - 1969 : Deep Purple - 1969 : Concerto for Group and Orchestra - 1970 : In Rock - 1971 : Fireball - 1972 : Machine Head - 1973 : Who Do We Think We Are - 1974 : Burn - 1974 : Stormbringer - 1984 : Perfect Strangers - 1987 : The House of Blue Light - 1990 : Slaves and Masters - 1993 : The Battle Rages On                                                                      |
|        | - Rod Evans - 78 ans - Royaume-Uni                 | - 1968–1969 - 1 an               | - I           | chant                                       | - 1968 : Shades of Deep Purple - 1969 : The Book of Taliesyn - 1969 : Deep Purple |
|        | - Nick Simper - 79 ans - Royaume-Uni               | - 1968–1969 - 1 an               | - I           | - basse - chœurs                            | - 1968 : Shades of Deep Purple - 1969 : The Book of Taliesyn - 1969 : Deep Purple |
|        | - Glenn Hughes - 73 ans - Royaume-Uni              | - 1973–1976 - 3 ans              | - III - IV    | - basse - chant                             | - 1974 : Burn - 1974 : Stormbringer - 1975 : Come Taste the Band |
|        | - David Coverdale - 73 ans - Royaume-Uni           | - 1973–1976 - 3 ans              | - III - IV    | chant                                       | - 1974 : Burn - 1974 : Stormbringer - 1975 : Come Taste the Band |
|        | - Tommy Bolin - Mort à 25 ans en 1976 - États-Unis | - 1975–1976 - 1 an               | - IV          | - guitare - chant                           | - 1975 : Come Taste the Band |
|        | - Joe Lynn Turner - 73 ans - États-Unis            | - 1989–1992 - 3 ans              | - V           | chant                                       | - 1990 : Slaves and Masters |
|        | - Joe Satriani - 68 ans - États-Unis               | - 1993-1994 - 7 mois             | - VI          | - guitare                                   | - Aucun |

### Chronologie
C : remplaçant en concert

## Composition
| Composition                                   | Année                             | Membres | Albums studios |
| --------------------------------------------- | --------------------------------- | --- | --- |
| Mark I                                        | 1968–1969                         | - Rod Evans – chant - Ritchie Blackmore – guitare - Nick Simper – basse, chœurs - Jon Lord – claviers, chœurs - Ian Paice – batterie, percussions                   | - Shades of Deep Purple (1968) - The Book of Taliesyn (1968) - Deep Purple (1969)                                              |
| Mark IIa                                      | 1969–1973 (composition classique) | - Ian Gillan – chant, harmonica, congas - Ritchie Blackmore – guitare - Roger Glover – basse, chœurs - Jon Lord – claviers - Ian Paice – batterie, percussions      | - Deep Purple in Rock (1970) - Fireball (1971) - Machine Head (1972) - Who Do We Think We Are (1973)                           |
| Mark III                                      | 1973–1975                         | - David Coverdale – chant - Ritchie Blackmore – guitare - Glenn Hughes – basse, chant - Jon Lord – claviers - Ian Paice – batterie, percussions                     | - Burn (1974) - Stormbringer (1974)                                                                                            |
| Mark IV                                       | 1975–1976                         | - David Coverdale – chant - Tommy Bolin – guitare, chant - Glenn Hughes – basse, chant - Jon Lord – claviers - Ian Paice – batterie, percussions                    | - Come Taste the Band (1975)                                                                                                   |
| Séparation de Deep Purple entre 1976 et 1984. |                                   | | |
| Mark IIb                                      | 1984–1989                         | - Ian Gillan – chant, harmonica, congas - Ritchie Blackmore – guitare - Roger Glover – basse, chœurs - Jon Lord – claviers - Ian Paice – batterie, percussions      | - Perfect Strangers (1984) - The House of Blue Light (1987)                                                                    |
| Mark V                                        | 1989–1992                         | - Joe Lynn Turner – chant - Ritchie Blackmore – guitare - Roger Glover – basse, chœurs, harmonica - Jon Lord – claviers - Ian Paice – batterie, percussions         | - Slaves and Masters (1990) |
| Mark IIc                                      | 1992–1993                         | - Ian Gillan – chant, harmonica - Ritchie Blackmore – guitare - Roger Glover – basse, chœurs - Jon Lord – claviers - Ian Paice – batterie, percussions              | - The Battle Rages On (1993)                                                                                                   |
| Mark VI                                       | 1993–1994                         | - Ian Gillan – chant, harmonica - Joe Satriani – guitare - Roger Glover – basse, chœurs - Jon Lord – claviers - Ian Paice – batterie, percussions                   | Aucun |
| Mark VII                                      | 1994–2002                         | - Ian Gillan – chant, harmonica - Steve Morse – guitare, chœurs - Roger Glover – basse, chœurs - Jon Lord – claviers - Ian Paice – batterie, percussions            | - Purpendicular (1996) - Abandon (1998)                                                                                        |
| Mark VIII                                     | 2002-2022                         | - Ian Gillan – chant, harmonica - Steve Morse – guitare, chœurs - Roger Glover – basse, chœurs - Don Airey – claviers, chœurs - Ian Paice – batterie, percussions   | - Bananas (2003) - Rapture of the Deep (2005) - Now What?! (2013) - Infinite (2017) - Whoosh! (2020) - Turning to Crime (2021) |
| Mark IX                                       | Depuis 2022                       | - Ian Gillan – chant, harmonica - Simon McBride – guitare, chœurs - Roger Glover – basse, chœurs - Don Airey – claviers, chœurs - Ian Paice – batterie, percussions | Aucun |